# Soni
Pour l’article ayant un titre homophone, voir Sony.
Soni est un village du département et la commune rurale de Gassan, situé dans la province du Nayala et la région de la Boucle du Mouhoun au Burkina Faso.